# Pachypodium lamerei
Pachypodium lamerei is een plant uit de maagdenpalmfamilie. De soort is endemisch op Madagaskar. De succulente plant is opgenomen in Appendix II van CITES.

## Beschrijving
De plant kan in huis 2 meter lang worden, maar in de natuur wel 6 meter. De donkergroene bladeren zijn rond de 25 centimeter lang en rond de 3 centimeter breed, met een bladsteel van 3 tot 4 centimeter en een duidelijke witte hoofdnerf. Deze bladeren vallen uit in het droge seizoen. Op de stam bevinden zich doornen van 6,25 centimeter. 
De geurende bloemen zijn hermafrodiet en hebben vijf witte kroonbladeren. Deze bloemen bevinden zich aan de top van de plant en bloeien zelden binnenshuis.

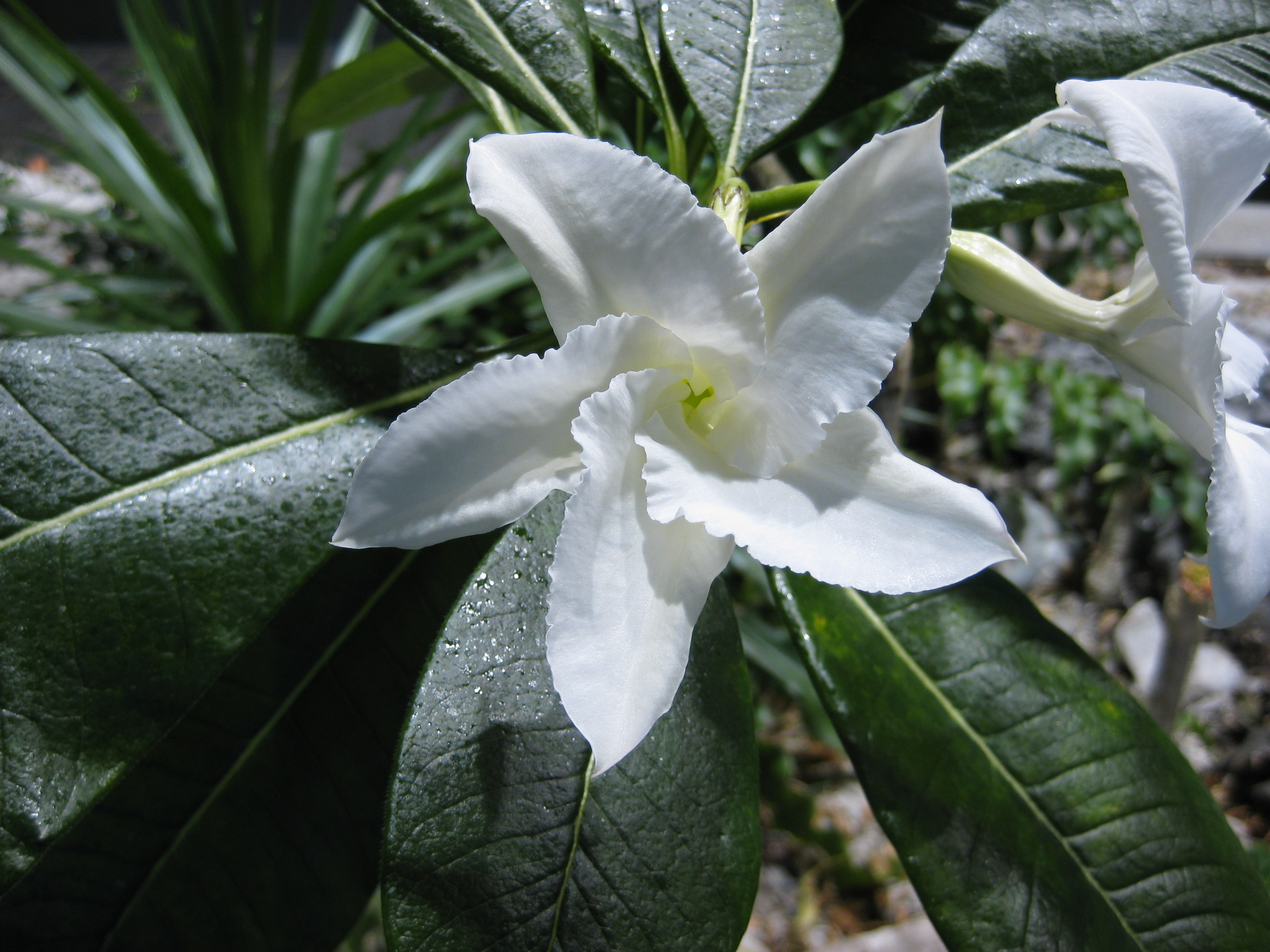
Bloem

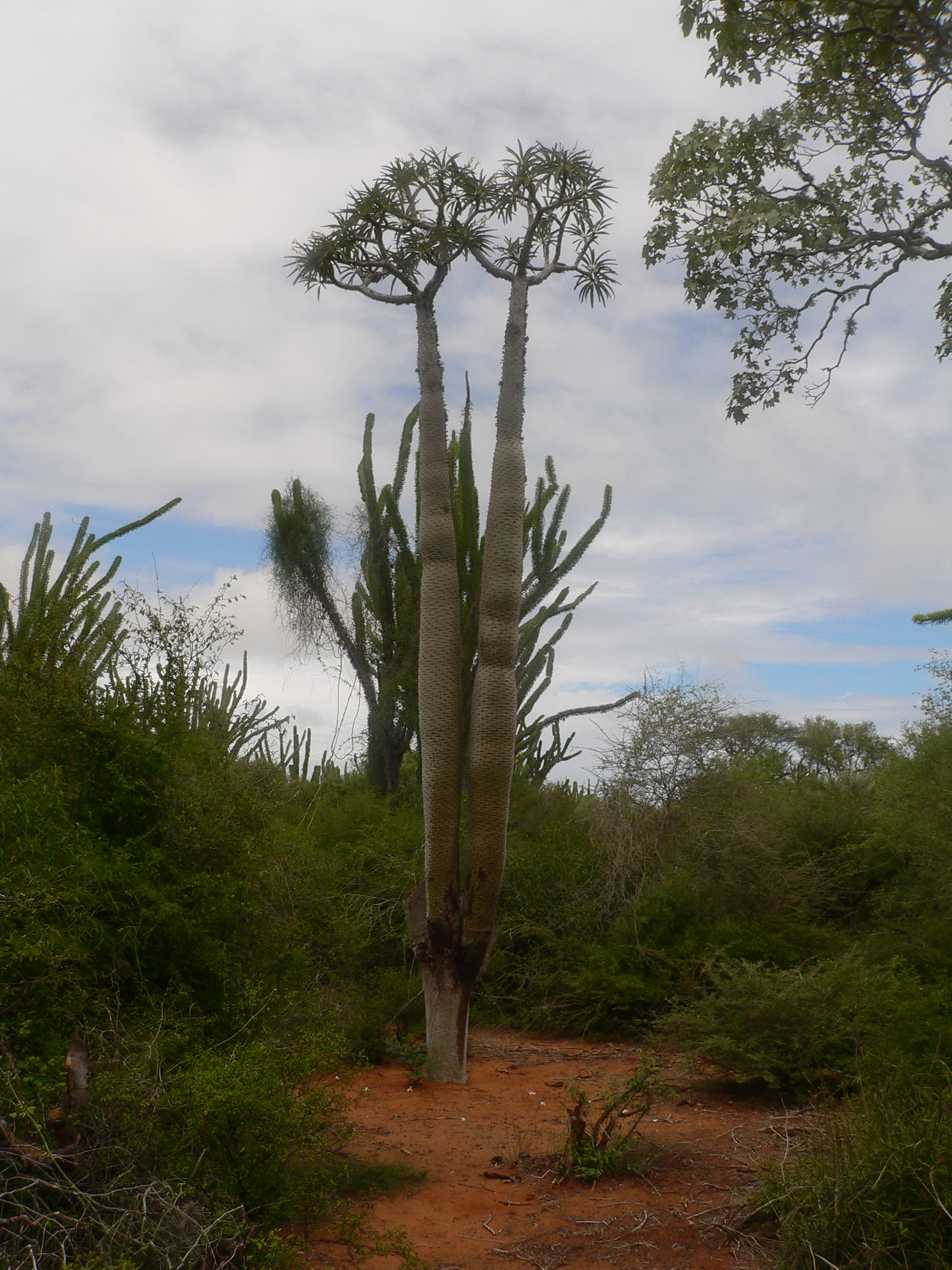
Pachypodium lamerei